# Taeniophyllum micranthum
Taeniophyllum micranthum är en orkidéart som beskrevs av Cedric Errol Carr. Taeniophyllum micranthum ingår i släktet Taeniophyllum och familjen orkidéer. Inga underarter finns listade i Catalogue of Life.